# My Way (singel Edyty Górniak)
My Way – singel Edyty Górniak, wydany 18 grudnia 2019 i promujący emitowany w TVN program o takim samym tytule.
Singel wydano nakładem Universal Music Polska. Za produkcję utworu odpowiadał Gromee. 
Utwór notowany był na 7. miejscu listy przebojów Top-15 Wietrznego Radia.

## Lista utworów
Opracowano na podstawie materiału źródłowego.
1. „My Way” – 2:45

## Notowania
| Kraj   | Notowanie (2019) | Rozgłośnia radiowa | Pozycja |
| ------ | ---------------- | ------------------ | ------- |
| Polska | Top-15           | Wietrzne Radio     | 7       |